# Municipio de Batavia (Ohio)
El municipio de Batavia (en inglés: Batavia Township) es un municipio ubicado en el condado de Clermont en el estado estadounidense de Ohio. En el año 2010 tenía una población de 23280 habitantes y una densidad poblacional de 216,15 personas por km².

## Geografía
El municipio de Batavia se encuentra ubicado en las coordenadas 39°3′45″N 84°10′3″O / 39.06250, -84.16750. Según la Oficina del Censo de los Estados Unidos, el municipio tiene una superficie total de 107.7 km², de la cual 102.9 km² corresponden a tierra firme y (4.46%) 4.8 km² es agua.

## Demografía
Según el censo de 2010, había 23280 personas residiendo en el municipio de Batavia. La densidad de población era de 216,15 hab./km². De los 23280 habitantes, el municipio de Batavia estaba compuesto por el 95.22% blancos, el 1.63% eran afroamericanos, el 0.31% eran amerindios, el 0.79% eran asiáticos, el 0.02% eran isleños del Pacífico, el 0.23% eran de otras razas y el 1.8% pertenecían a dos o más razas. Del total de la población el 1.36% eran hispanos o latinos de cualquier raza.